# Kingdom Hearts Coded
Kingdom Hearts Coded (キングダム ハーツ コーデッド?, Kingudamu Hātsu kōdeddo), reso graficamente come Kingdom Hearts coded, è un videogioco rompicapo a episodi sviluppato e pubblicato nel 2008-2010 da Square Enix, in collaborazione con Disney Interactive Media Group. Il gioco appartiene alla saga di Kingdom Hearts ed è incentrato su un giovane Sora e Topolino. Kingdom Hearts Coded è giocabile su telefoni cellulari che ne supportano la grafica ed è possibile scaricare episodi nuovi riguardanti esso su un canale online.

## Ambientazione
Il gioco è ambientato tra la fine degli eventi di Kingdom Hearts II e del suo epilogo, incentrandosi nella ricerca di re Topolino sul significato e sull'origine di alcune misteriose frasi ritrovate nel Grillario mediante l'aiuto di un Sora virtuale. Il giocatore quindi deve attraversare delle versioni digitali di alcuni dei mondi già visitati in Kingdom Hearts e poi del Castello dell'Oblio create con la digitalizzazione del Grillario, con lo scopo di eliminare i bug e quindi scoprire pian piano la verità dietro le enigmatiche frasi.
La storia ha raggiunto la conclusione con l'ottavo episodio.

## Trama
Quando re Topolino, il Grillo Parlante, Paperino e Pippo tornano al Castello Disney, il Grillo rilegge il Grillario e trova le sue pagine vuote tranne due, sulle quali vi sono state scritte due frasi misteriose:
Il Grillo porta il Grillario al Re e questi decide di digitalizzare il Grillario per scoprire il significato delle due frasi, in particolare dell'ultima, e per scoprire se effettivamente nel Grillario non sia rimasto niente di quanto annotato e descritto dal Grillo. Tuttavia dei "bug", ovvero degli errori, stanno portando i mondi digitali nel caos. Topolino chiede quindi aiuto a un Sora digitale, che dovrà eliminare i bug e permettere loro di chiarire la situazione.

### Episodio 1
Dopo l'introduzione, la storia si sposta nelle Isole del destino digitali, dove Data-Sora sta aiutando Tidus, Wakka e Selphie a indagare su degli strani blocchi: i bug. Mentre indaga, Sora incontra nella grotta un tizio incappucciato che gli dice:
Sora passa attraverso la serratura e combatte con Darkside; dopo la lotta, come in Kingdom Hearts, le Isole vengono spazzate via da una tempesta e Sora viene perso nel mare di dati. Nel Castello Disney intanto compare un nuovo messaggio nel Grillario
Subito dopo il monitor mostra Riku durante la notte della tempesta alle Isole, dove incontra Ansem, studioso dell'Oscurità ancora incompleto, che gli apre il passaggio verso la Fortezza Oscura.

### Episodio 2
Sora si risveglia alla Città di mezzo. Qui incontra Cid, che gli chiede di aiutarlo a cercare Qui, Quo e Qua. I tre fratelli si sono persi cercando delle informazioni sui blocchi che sono comparsi in città e, ogni volta che uno di essi viene salvato, danno a Sora un frammento misterioso. Ottenuti i primi tre frammenti, Sora capisce che sono parte di una serratura e improvvisamente ricompare l'uomo incappucciato; questo dà a Sora un quarto frammento, l'ultimo, e formata la Serratura compare un gigantesco Heartless: la Guardia di ferro.
Dopo la battaglia, al Castello Disney compare scritto nuovamente il messaggio apparso nel Grillario dopo che il Sora digitale ha liberato dai bug le Isole del destino. Il messaggio mostra anche al Re e tutti i presenti un'altra scena avvenuta nel primo Kingdom Hearts: mentre Sora, Paperino e Pippo stringevano amicizia a Città di mezzo, Pluto si intrufolava in un vicolo ed entrava in un Corridoio dell'Oscurità appena aperto. Subito dopo, stranamente, nel Castello compaiono degli Heartless, ma prontamente Topolino li sconfigge tutti. Quindi si dirige verso la porta per controllare anche le altre aule del Castello ma questa è bloccata, intrappolando nella biblioteca il Re e gli altri.
Sul Grillario quindi appare scritto:

### Episodio 3
Il Re, Pippo, Paperino e Grillo sono ancora intrappolati nella biblioteca del Castello Disney e un nuovo messaggio appare sullo schermo. Nel frattempo, Sora raggiunge il Paese delle Meraviglie. Qui, sotto la guida dello Stregatto, aiuta Alice ritrovare la memoria trovando delle "rimembranze" per ripristinarle i ricordi e trovare la Serratura. Alice quindi, con l'aiuto di Sora, riesce a ricordare ciò che le è successo, rivelando di aver visto la Serratura nel castello della Regina di cuori.
Una volta trovata, Sora affronta le guardie della Regina, sconfiggendole e liberando la Serratura, quindi affronta e sconfigge anche l'Heartless Trickmaster. Sora quindi incontra ed insegue il tizio incappucciato mentre nel Grillario quindi appare nuovamente il messaggio di prima. Sugli schermi viene mostrato quindi Sora mentre raggiunge e poi insegue il misterioso personaggio attraverso un Corridoio dell'Oscurità ma, cercando di acciuffarlo, finisce dritto nella biblioteca del Castello Disney. Topolino e gli altri rimangono allibiti ma subito dopo li raggiunge anche l'uomo misterioso.

### Episodio 4
L'uomo misterioso si presenta quindi mostrandosi con le fattezze di Riku e si rivela come protettore ed incarnazione stessa dei ricordi del Grillario, raccontando anche loro l'origine dei bug. Inoltre rivela a Topolino, Pippo, Paperino e al Grillo che senza che se ne siano accorti, anche loro sono all'interno del Grillario digitale, spiegando così anche la presenza degli Heartless al Castello. A causa però di un hacker, Topolino e gli altri perdono il contatto col mondo reale e la possibilità di uscire dal cyberspazio. Un nuovo collegamento è possibile, ma solo se tutti i bug verranno eliminati: Sora quindi decide di andare a sbarazzarsi dell'ostacolo per permettere agli altri di tornare indietro.
Sora arriva al Monte Olimpo con lo scopo di stanare il bug che impedisce il collegamento col mondo reale, incontrando Filottète e scoprendo da lui che il Colosseo è stato trasformato in un labirinto a causa dei bug e che Ercole vi si è addentrato per trovare cosa non vada. Sora quindi sblocca la Serratura, entrando nel labirinto e facendosi strada tra bug e Heartless. Più avanti incontra anche Ercole, che gli spiega che la causa di tutto ciò è niente meno che Ade. I due quindi decidono di andare assieme nei meandri del labirinto per trovare Ade, ma incontrano Cloud (precedentemente assunto da Ade stesso per fare fuori Ercole) e tra lui ed Ercole comincia uno scontro. Ercole prevale e Cloud, nonostante in quel momento si presenti come un "nemico degli eroi", salva il figlio di Zeus e Sora da un attacco alle spalle di Ade. Cloud dice ad Ade che questa battaglia non lo riguarda, ma il dio degli inferi schernisce a sua volta Cloud. Inoltre, Ade rivela che non è stato lui ad aver ridotto in quello stato il Colosseo ma che il labirinto "ha un altro custode" e se ne va, fiducioso che nel cercare di trovare rimedio alla situazione i due periranno. Quindi, capendo di essere stato tratto in inganno, Cloud se ne va, ma viene trovato subito dopo da Sora ed Ercole che, proseguendo nel labirinto, lo avevano trovato alle strette e salvato. Quindi, dopo essere stato convinto dalle parole di Sora ed Ercole, Cloud si unisce a loro proseguendo nel labirinto. I tre si ritrovano quindi a combattere Cerbero, che sconfiggono senza troppe rogne. Irritato dal fatto che siano ancora vivi, Ade appare nuovamente a Sora, Cloud ed Ercole e li attacca, ma viene cacciato via da un attacco combinato del trio, che decide quindi di tornare indietro avendo compiuto il loro lavoro. A fine episodio, Pietro compare davanti a Sora.

### Episodio 5
Pietro rivela di far parte del mondo reale e di essere arrivato nel mondo dei dati per conquistarlo, dopodiché scappa e viene inseguito da Sora finendo ad Agrabah. Qui Sora perde di vista Pietro ma incontra Aladdin, che gli chiede aiuto per trovare Jasmine.
Trovata Jasmine, Sora ingaggia un combattimento con Jafar inseguendolo fino al palazzo reale. Jafar ruba la lampada di Aladdin, rapisce Jasmine e crea una copia della lampada con la quale ha bloccato il tempo ed è fuggito con Jasmine. Sora, non subendo gli effetti del blocco temporale, trova la vera lampada da Iago e invoca il Genio, chiedendogli aiuto. Il Genio quindi, dopo aver eliminato tutti i bug ad Agrabah, porta Sora alla Caverna delle meraviglie. Intanto il Re rimugina su come Pietro possa essere entrato nel cyberspazio se non da un altro collegamento se loro sono gli unici a possedere il Grillario. Alla Caverna, Sora capisce che Jafar ha gettato un incantesimo sulla testa della tigre, l'entrata della Caverna delle meraviglie, contro cui deve combattere. Poi, guidato dal Genio, si fa strada dentro la Caverna affrontando Jafar e riuscendo a fermarlo. Sora trova quindi la Serratura e poi affronta per l'ultima volta Jafar, diventato un Genio, sconfiggendolo e rinchiudendolo all'interno della copia della lampada. Pietro ricompare nuovamente uscendo dalla Caverna, seguito da Sora. All'improvviso però compare Malefica che distrugge il Keyblade digitale di Sora, ribadendo il suo dominio sul mondo creato dal Grillario digitale e ordinando a degli Shadow di attaccarlo.

### Episodio 6
Topolino e Data-Riku raggiungono Sora ad Agrabah e sconfiggono gli Heartless. Pietro spiega che stesse spiando il Re al Castello Disney quando una strana luce li ha trasportati nel mondo digitale. Si è ritrovato quindi, senza capirlo in principio, nel crocevia di tutti i mondi digitali e ha quindi chiamato Malefica, che decise di conquistare il mondo digitale dato che il Castello che non esiste è andato distrutto. Riku, attaccando Malefica, viene però catturato e rapito dalla fata oscura, che se ne va assieme a Pietro. Tornati al Castello Disney, il Grillo li avvisa che l'unico mondo rimasto non purificato dai bug è la Fortezza Oscura, e Sora e Topolino decidono di andare assieme a liberarlo. Sora però non riesce ad evocare il suo Keyblade e Topolino gli spiega che è perché il suo non era un vero Keyblade, ma era una copia digitale programmata da Topolino stesso per poter permettere al Sora virtuale di combattere. Topolino quindi si incammina da solo verso la Fortezza Oscura, ordinando agli altri di difendere la biblioteca e restare lì. Sora però approfitta di un attimo di distrazione e lascia il castello, non notato dagli altri. Quando però la sua assenza viene notata da Paperino e il Grillo, Pippo lo segue, preoccupato che si sia cacciato nei guai.
Alla Fortezza Oscura quindi, Sora insegue Pietro con l'obiettivo di farsi dire dove sarebbe Riku, ma cade in trappola e viene messo all'angolo, incapace di difendersi senza il Keyblade. Viene salvato però da Pippo e, assieme a lui, si mette alla ricerca di Paperino prima di inseguire Pietro. Trovato Paperino e trovati anche i frammenti per aprire la porta dietro la quale si celava Pietro, i tre riescono a raggiungerlo. Pietro però, distratti Pippo e Paperino, attacca Sora con dei bug, ma viene salvato dai due amici rimanendo in trappola a loro volta per salvarlo. Pietro quindi si accinge a finire i due, ma Sora, grazie al legame dei suoi amici, riesce a salvarli evocando un vero Keyblade, il suo Keyblade (praticamente identico alla Catena regale). Topolino quindi li raggiunge e assieme i quattro mettono in fuga Pietro; Sora quindi chiude la Serratura della Fortezza Oscura. Dopo che Topolino, Pippo e Paperino sono tornati al Castello e mentre Sora si mette alla ricerca di Riku, Pietro torna alla riscossa venendo comunque sconfitto. Una volta messo alle strette, chiama a sé un Riku corrotto dai bug costringendolo ad attaccare Sora. Dopo uno scontro acceso, Sora riesce a sconfiggere l'amico che cade in uno stato di sonno. Mentre arrivano Topolino, Paperino e Pippo, il Keyblade apre davanti agli occhi di Sora una serratura e Topolino capisce, data la gravità della corruzione, che Riku non potrà svegliarsi finché i bug non verranno distrutti.

### Episodio 7
Sora, per poter risvegliare Riku, entra nel mondo fatto di dati; qui perde tutte le sue abilità, che prendono la forma materiale e vengono sparse per il cyberspazio. Incontra anche un altro Riku, che gli spiegherà che la quantità di danni arrecatigli dai bug è tale che in poco tempo l'intero Grillario digitale sarebbe caduto sotto il loro dominio; per questo Riku dona a Sora i dati extra inseriti nel Grillario, e una volta risolto il loro mistero essi permetteranno al Grillario di essere completato e agli altri di poter tornare nel mondo reale. Riku quindi esorta Sora ad andarsene prima che venga distrutto, ma Sora decide di impiegare quel tempo che rimane loro per trovare invece la soluzione e salvarsi entrambi. Riku quindi dice a Sora che per ottenere indietro tutte le sue abilità e per salvarsi deve attraversare tutti i mondi e liberarli dai bug, così da indebolirli.
Andando avanti con la liberazione dei mondi, Sora permette a Riku di resistere meglio ai bug e, arrivato alla Fortezza Oscura, dovrà prima combattere ancora una volta il Grillario infestato dai bug e poi, una volta sconfitto, Malefica-drago. Una volta sconfitti gli ultimi bug, Sora riottiene tutta la sua forza, ma qualcuno minaccia la possibilità di tornare al mondo reale e dovrà quindi affrettarsi per permettere agli altri di poter uscire dal Grillario. Topolino, Paperino e Pippo quindi tornano nel mondo reale, anche se per completare il ripristino del Grillario esso dovrà essere resettato e quindi i Sora e Riku virtuali perderebbero tutti i loro ricordi.
Il Grillario viene ripristinato al 100%, ma prima che avvenga il reset una forza oscura si risveglia compromettendo il sistema. Inoltre Pietro e Malefica sono ancora intrappolati all'interno del cyberspazio. Sora quindi entra nella Serratura finale digitale, trovandovi Pietro, Malefica ed l'ultimo potente bug: l'Heartless di Sora, evolutosi proprio come il Sora digitale. Pietro e Malefica quindi riescono a scappare di lì mentre Sora rimane a lottare contro il bug, prevalendo dopo un'estenuante battaglia e aiutato da Topolino. Topolino, Malefica e Pietro tornano finalmente nel mondo reale ma mentre Malefica e Pietro vi fanno ritorno, ella racconta a Pietro di come questa esperienza le abbia fatto capire di quanto sia vera la leggenda del Libro delle profezie: un libro che si dice racchiuda in esso tutti gli eventi futuri, capace di dare vita al suo interno a interi mondi con i relativi abitanti e ritenuto essere solo una fiaba (cosa mostrata nei filmati di gioco disponibili in Kingdom Hearts 2.5 ReMIX)
Dopo che Topolino è tornato nel mondo reale e mentre ripensano al fatto che alla fine non sono riusciti a scoprire la natura delle frasi misteriose, Riku li avvisa della comparsa di una porta per un nuovo mondo, ovvero quello aggiunto dai dati. Però non possono chiedere a Sora di poter andare a controllare questo nuovo mondo dato che col reset ha perso i suoi ricordi, quindi Topolino chiede a Riku di poter tornare là.

### Episodio 8
Sora si risveglia nella Città di mezzo. Topolino lo raggiunge e gli dice che è ora che sappia la verità. Il Re apre la nuova porta e i due raggiungono il mondo aggiunto nei dati: il Castello dell'Oblio. Sora, di nuovo da solo, incontra un uomo incappucciato e gli dice che se vuole conoscere la verità dovrà proseguire; quindi dà a Sora delle Carte mondo e gli spiega perché sia lì.
Ad ogni piano, Sora rivive i ricordi dei mondi visitati in precedenza e incontra i suoi amici, fra cui anche Data-Riku (che gli mostra un altro ricordo di Kingdom Hearts, quando è assieme ad una Kairi senza cuore all'Isola che non c'è), poi Pietro e Malefica che, una volta sconfitti, promettono nuovamente di tornare. Durante tutta la salita però, Sora sente che pur non avendoli incontrati in lui c'è il tormento di "qualcuno": l'uomo in nero lo avvisa che se terrà troppo stretto quel tormento, sarebbe stato inghiottito dall'Oscurità, ma Sora non vuole saperne di rinunciare. È allora che il nemico misterioso si rivela: è Roxas, che attacca Sora dicendogli che gli farà conoscere il vero tormento. Dopo la battaglia, Roxas dà a Sora la Carta della verità e scompare donandogli anche i suoi ricordi.
Sora quindi ritrova Topolino e insieme aprono l'ultima porta del Castello, trovandovi Naminé. Lei spiega a Sora che quando cancellò i suoi ricordi e li ricostruì, notò nelle profondità del suo cuore i ricordi di qualcun altro, che hanno poi generato i bug. Da lì comparve nel Grillario la scritta "Dobbiamo tornare per liberarli dal loro tormento": anche se sono scomparsi, Roxas, Axel, Xion e Naminé sono ancora collegati nel cuore di Sora... così come Terra, Aqua e Ventus.
Sora dice di sentire come se li avesse incontrati e Naminé dichiara che lui ha effettivamente incontrato due di loro, e di avere una speciale connessione con l'altro. Inoltre, in futuro, verrà il tempo in cui avranno bisogno di essere risvegliati.
Topolino promette a Naminé di informare il vero Sora e, mentre se ne vanno, Data Sora riporta a Naminé il messaggio di ringraziamento che i protagonisti si erano riproposti di darle prima di perdere la memoria degli avvenimenti al Castello dell'Oblio in Chain of Memories, e che il Grillo aveva segnato sul suo Diario.
Dopo i titoli di coda, viene mostrato Topolino mentre scrive una lettera: nel messaggio informa Sora, Riku e Kairi che dovranno partire per un nuovo viaggio per poter salvare quelle persone che stanno soffrendo.

### Epilogo -Uno sguardo sul futuro[1]
Dopo aver inviato la lettera a Sora, Riku e Kairi, Topolino va a parlare con Yen Sid riguardo alla sua avventura: egli spiega al suo maestro come finalmente abbiano l'ubicazione del cuore di Ventus, al che Yen Sid risponde che rimanga solo Terra da trovare; Yen Sid però è preoccupato per cosa farà Xehanort. Topolino, un po' confuso, ricorda come le sue due metà siano state distrutte, ma Yen Sid rimarca che sia proprio questo il problema poiché la loro distruzione permetterà al maestro Xehanort di fare ritorno.
Topolino è fiducioso che lui, Sora e Riku potranno ancora una volta fermarlo ma Yen Sid, ben a conoscenza delle loro capacità come custodi, chiede a Topolino se loro possano allora affrontare più Xehanort assieme. Topolino è scosso, e Yen Sid chiede quindi al suo ex allievo di convocare Sora e Riku per "mostrare il Simbolo di maestria".

### Epilogo segreto -Destino[2]
Appena riformatosi, Braig si risveglia al laboratorio di Ansem il Saggio mentre gli altri apprendisti, Lea ed Isa sono ancora privi di sensi. Evidenziando come il tutto si fosse dimostrato più arduo del previsto, Braig nota come la mancanza di "Xemnas" lì stesse ad indicare che il piano fosse già iniziato. Braig non è solo però: il giovane Xehanort è con lui e, alla sua ultima affermazione, risponde in maniera affermativa.
Braig sottolinea come il maestro Xehanort sia inquietante a causa della sua capacità di previsione, scherzando col giovane Xehanort chiedendogli se lui sapesse cosa passi nella sua stessa testa. Il giovane Xehanort risponde che sarebbe andato dove lo porterà il fato, aggiungendo come il Keyblade del maestro Xehanort fosse il primo mai forgiato e che quello è il suo destino, anche se per lui deve ancora attuarsi. Braig intuisce il riferimento alla Guerra dei Keyblade ma cambia subito argomento, chiedendo chi sarà tra quelle "povere anime" che sarebbe stato portato via con loro: il giovane Xehanort risponde che sarebbe stato "S...".

## Kingdom Hearts Mobile
È il portale dal quale si scaricano mensilmente gli episodi creando un avatar ed al quale è possibile giocare con dei minigiochi.
Una volta che gli episodi vengono conclusi, si sbloccano nuovi costumi e gadget per l'avatar, nuovi personaggi, nuovi scenari ed ulteriori minigiochi.
Spesso e volentieri, Kingdom Hearts Mobile viene confuso con V CAST, capitolo per telefoni cellulari sviluppato dalla società americana Verizon Wireless nel 2004. Nonostante il gioco sia distribuito dalla Disney, è considerato non canonico poiché non sviluppato dalla Square Enix.

## Kingdom Hearts Re:Coded
Il 6 giugno 2010, il doppiatore americano del Grillo Parlante, Phil Snyder, ha confermato sul suo sito personale di star lavorando sul remake del videogioco, Kingdom Hearts Re:Coded. Il gioco è uscito per Nintendo DS il 7 ottobre 2010 in Giappone, l'11 gennaio 2011 nel Nord America e il 14 gennaio 2011 in Europa. Il remake contiene l'epilogo "Uno sguardo verso il futuro", fungendo da introduzione a Kingdom Hearts 3D: Dream Drop Distance.
Il titolo del gioco è reso graficamente come Kingdom Hearts Re:coded

### Gummiship Studio
Per pubblicizzare l'uscita di Kingdom Hearts Re:Coded, nel febbraio del 2011 venne distribuito su Facebook il gioco flash "Kingdom Hearts Re:coded Gummiship Studio", simile al minigioco già presente in Kingdom Hearts Mobile. Un semplice rompicapo nel quale bisognava allineare tre o più Gummiblock dello stesso colore con lo scopo di farli sparire tutti e liberare la griglia.